# Classe Ibuki (croiseur cuirassé)
Pour les autres classes de navires du même nom, voir Classe Ibuki.
La classe Ibiki fut une classe de croiseur cuirassé construite pour la Marine impériale japonaise aux arsenaux navals japonais de Kure et Yokosuka.

Les deux croiseurs, furent reclassés en croiseur de bataille en 1912.

Ils furent rayés des listes en septembre 1923 sous les termes du Traité de Washington de 1922.

## Conception
La classe Ibuki a été planifiée pendant la guerre russo-japonaise (1904-1905) et a été autorisée sous le Budget Naval Supplémentaire 1904, en même temps comme le croiseur cuirassé Tsukuba, en tenant de la conception de la classe Regina Elena italienne mais avec une artillerie plus lourde et des nouveaux moteurs à turbine adaptés qui promettent plus de puissance et de vitesse. Cependant, les problèmes avec les moteurs à turbine ont retardé la construction de l' Ibuki qui a pris plus de deux ans de retard sur son sister-ship, le Kurama, qui a utilisé une motorisation standard.

## Histoire
Fait inhabituel, le croiseur de bataille Kurama fût à nouveau actif en 1942 dans la marine du Manchukuo en devenant le nouveau navire admiral de cette flotte ! Celui-ci assura des patrouilles dans la baie de Dalian jusqu'en août 1945, puis celui-ci fût capturé par les forces soviétique lors de l'invasion de la Mandchourie. Devenu complètement obsolète àla fin de la guerre, il fût démantelé en septembre 1947.

## Les unités de la classe
| Nom    | Lancement       | Service effectif | Chantier naval                  | Fin de carrière      | Photo |
| ------ | --------------- | ---------------- | ------------------------------- | -------------------- | ----- |
| Ibuki  | 21 octobre 1907 | 11 novembre 1907 | Arsenal Naval de Kure Japon     | le 20 septembre 1923 |       |
| Kurama | 21 octobre 1907 | 28 février 1911  | Arsenal naval de Yokosuka Japon | le 20 septembre 1923 |       |